# 阿里安娜·赫芬顿
阿里安娜·哈芬登（英語：Arianna Huffington，1950年7月15日—）是一位希臘裔美國作家，以創立了《哈芬登郵報》而出名。

## 生平
在1990年代中期作為保守派政治評論家活躍於世，後來轉而支持自由主義。 她是原共和黨眾議院議員米歇爾·哈芬登之妻（哈芬登在1993－1995年擔任眾議員），育有兩女，但当发现其前夫是双性恋后，二人在1997年離婚。
2009年被《福布斯》評為現代媒體界最有影響力女性中的第12位。 但《衛報》的相似排名中將她列在第42位。 2014年《福布斯》將她評為世界最有權力的女性中的第52位。
在2011年AOL收購《哈芬登郵報》之後，阿里安娜仍然被任命為新成立的哈芬登媒體集團總裁和主編，這一集團包括原先的《哈芬登郵報》以及、AOL音樂、Engadget、Patch Media和StyleList。
2016年8月11日，主编阿里安娜·赫芬顿宣布辞职，组建医疗和养生公司Thrive Global。

## 傳記
- The Female Woman (1973) ISBN 0-7067-0098-8
- After Reason (1978) ISBN 0-8128-2465-2
- Maria Callas: The Woman Behind the Legend (1981; 1993) ISBN 0-8154-1228-2
- The Gods of Greece (1993) ISBN 0-87113-554-X
- The Fourth Instinct (1994) ISBN 0-7432-6163-1
- Picasso: Creator and Destroyer (1996) ISBN 0-671-45446-3
- Greetings from the Lincoln Bedroom (1998) ISBN 0-517-39699-8
- How to Overthrow the Government (2000) ISBN 0-06-098831-2
- Pigs at the Trough (2003) ISBN 1-4000-4771-4
- Fanatics & Fools (2004) ISBN 1-4013-5213-8
- On Becoming Fearless...In Love, Work, and Life (2007) ISBN 0-316-16682-0
- Right is Wrong: How the Lunatic Fringe Hijacked America, Shredded the Constitution, and Made Us All Less Safe (2008) ISBN 978-0-307-26966-9
- Third World America: How Our Politicians Are Abandoning the Middle Class and Betraying the American Dream (2010) ISBN 0-307-71982-0
- Thrive: The Third Metric to Redefining Success and Creating a Life of Well-Being, Wisdom, and Wonder (2014) ISBN 0-804-14084-7

## 外部連結
- Column archive （页面存档备份，存于） at The Huffington Post
- Column archive （页面存档备份，存于） at AlterNet
- C-SPAN內的頁面（英文）
- 《查理·罗斯访谈录》上的阿里安娜·赫芬顿
- 阿里安娜·赫芬顿在互联网电影资料库（IMDb）上的資料（英文）
- 來自《卫报》有關阿里安娜·赫芬顿的新闻和评论
- 阿里安娜·赫芬顿在《紐約時報》上的節選新聞及評論
- WorldCat 聯合目錄中阿里安娜·赫芬顿的著作或與之相關的著作
- Campaign contributions made by Arianna Huffington